# Staudinger (Familienname)
Staudinger ist ein deutscher Familienname.

## Namensträger
- Adam Staudinger (1696–1762), deutscher Jesuit, Philosoph und Kirchenrechtler
- Alexander Staudinger (1855–1923), deutscher Ökonom, Mitglied des Kurhessischen Kommunallandtages Kassel
- Alma Staudinger (1921–2017), österreichische Wasserspringerin
- Andreas Staudinger (* 1986), österreichischer Fußballschiedsrichter
- Ansgar Staudinger (* 1968), deutscher Rechtswissenschaftler
- Anton Staudinger (1940–2025), österreichischer Historiker und Hochschullehrer
- Auguste Staudinger (1852–1944),  deutsche Frauenrechtlerin
- Barbara Leitl-Staudinger (* 1974), österreichische Juristin und Hochschullehrerin
- Barbara Staudinger (* 1973), österreichische Historikerin
- Bernhard Staudinger (* 1993), österreichischer Fußballspieler
- Bettina Staudinger, deutsche Filmeditorin
- Carl Staudinger (1810–1875), Landwirt und Landtagsabgeordneter
- Christian Staudinger (* 1970), österreichischer Fernsehjournalist
- Christina Staudinger (* 1987), österreichische Skirennläuferin
- Dirk Staudinger (* 1973), deutscher Hockeyspieler, Kunsthändler und Berater
- Dora Staudinger (1886–1964), religiöse Sozialistin und Kommunistin, Aktivistin der Friedens-, Frauen- und Genossenschaftsbewegung
- Eduard Staudinger (Heimatforscher) (1910–2001), österreichischer Heimatforscher, Archivpfleger, Hauptschullehrer und Lokalpolitiker
- Eduard Staudinger (Historiker) (* 1952), österreichischer Historiker mit dem Schwerpunkt Zeitgeschichte
- Ernst Georg Emil Staudinger (1784–1860), deutscher Gutsbesitzer und Politiker
- Ferdinand Staudinger (1933–2018), österreichischer Theologe und Hochschullehrer
- Franz Staudinger (1849–1921), deutscher Lehrer, Philosoph und Genossenschafter
- Fritz Staudinger (1896–1964), deutscher Politiker (CSU)
- Hannes Staudinger (1907–1974), österreichischer Kameramann
- Hans Staudinger (1889–1980), deutscher Wirtschaftswissenschaftler und Politiker (SPD), MdR
- Hansjürgen Staudinger (1914–1990), deutscher Biochemiker und Hochschullehrer
- Heinrich Staudinger (* 1953), österreichischer Unternehmer
- Hermann Staudinger (1881–1965), deutscher Chemiker
- Hugo Staudinger (1921–2004), deutscher Historiker
- Jochen Staudinger (1948–2014), deutscher Sänger (Bariton) und Schauspieler
- Johann Staudinger (1889–1963), österreichischer Politiker (ÖVP)
- Josef Staudinger (1949–2015), österreichischer Politiker
- Josef Staudinger (Wasserspringer) (1906–1998), österreichischer Wasserspringer
- Julius Carl Wilhelm Staudinger (1819–1905), Jurist, fürstlicher Kammerdirektor und Mitglied des Preußischen Abgeordnetenhauses
- Julius von Staudinger (1836–1902), deutscher Jurist und Richter
- Karl Staudinger (1874–1962), deutscher Maler
- Karl Staudinger (Offizier) (1848–1925), deutscher Generalmajor und Archivar
- Karl Staudinger (Illustrator) (1905–1983), deutscher Maler und Buchillustrator
- Käte Staudinger (* 1908), deutsche Politikerin (CDU, Hamburg-Block), MdHB
- Konrad Staudinger (* 1927), österreichischer Eishockeyspieler
- Lucas Andreas Staudinger (1770–1842), deutscher Landwirtschaftslehrer
- Luise Federn-Staudinger (1879–1967), deutsche Bildhauerin
- Magda Staudinger (1902–1997), lettische Biologin
- Martin Staudinger (* 1979), österreichischer Politiker
- Max W. L. Staudinger, deutscher Industrieller
- Nicole Staudinger (* 1982), deutsche Schriftstellerin
- Otto Staudinger (Lepidopterologe) (1830–1900), deutscher Schmetterlingskundler
- Otto Staudinger (Lehrer) (1867–1952),  deutscher Lehrer
- Paul Staudinger (1859–1933), deutscher Afrikaforscher
- Rudolf Staudinger (1923–1995), österreichischer Unternehmer und Politiker (ÖVP)
- Stefan Staudinger (* 1950), deutscher Schauspieler und Synchronsprecher
- Stella Staudinger (* 1972), österreichische Basketballspielerin
- Ulrich Staudinger (1935–2021), deutscher Verleger und Vorstandsmitglied von VG Wort
- Ursula Staudinger (* 1959), deutsche Psychologin und Gerontologin
- Walter Staudinger (SS-Mitglied) (1898–1964), deutscher SS-Gruppenführer und Generalleutnant der Waffen-SS
- Walter Staudinger (Fußballspieler), deutscher Fußballspieler
- Walter Staudinger (Unternehmer) (* 1942), deutscher Unternehmer
- Walter Staudinger (Schiedsrichter) (* 1960), österreichischer Fußballschiedsrichter
- Wilhelm Staudinger (* 1902), deutscher Parteifunktionär (NSDAP)
- Wolfgang Staudinger (* 1963), deutscher Rennrodler und Rennrodeltrainer